# パルマス・アルボレーア
パルマス・アルボレーア（イタリア語: Palmas Arborea）は、イタリア共和国サルデーニャ自治州オリスターノ県にある、人口約1,500人の基礎自治体（コムーネ）。

## 地理

### 位置・広がり

#### 隣接コムーネ
隣接するコムーネは以下の通り。
アーレス、 オリスターノ、 パーウ、 サンタ・ジュスタ、 ヴィッラ・ヴェルデ、 ヴィッラウルバーナ

## 自然・環境
スターニョ・ディ・パウリ・マイオーリ（Stagno di Pauli Maiori）は、スターニョ・ディ・サンタ・ジュスタ周辺の沼地のひとつで、ラムサール条約登録湿地である。スターニョ・ディ・サンタ・ジュスタとは水路で結ばれた淡水の潟湖である。イタリアのラムサール条約登録地一覧も参照。

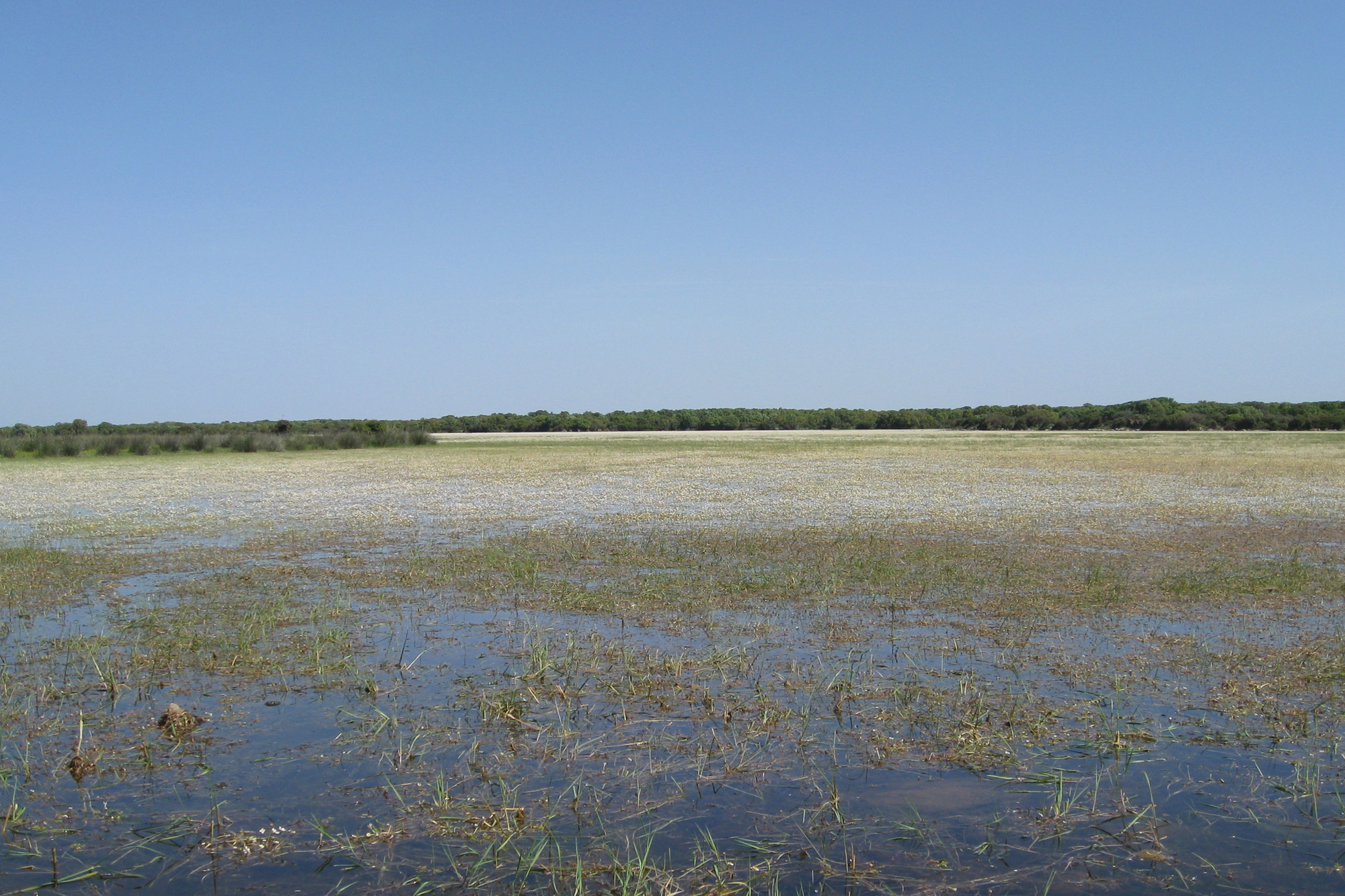